# Resolutie 2116 Veiligheidsraad Verenigde Naties
Resolutie 2116 van de Veiligheidsraad van de Verenigde Naties werd unaniem door de VN-Veiligheidsraad aangenomen op 18 september 2013. De resolutie verlengde de UNMIL-vredesmacht in Liberia met een jaar.

## Achtergrond
Na de hoogdagen onder het decennialange bestuur van William Tubman, die in 1971 overleed, greep Samuel Doe de macht. Zijn dictatoriale regime ontwrichtte de economie en er ontstonden rebellengroepen tegen zijn bewind, waaronder die van de latere president Charles Taylor. In 1989 leidde de situatie tot een burgeroorlog waarin de president vermoord werd. De oorlog bleef nog doorgaan tot 1996. Bij de verkiezingen in 1997 werd Charles Taylor verkozen en in 1999 ontstond opnieuw een burgeroorlog toen hem vijandige rebellengroepen delen van het land overnamen. Pas in 2003 kwam er een staakt-het-vuren en werden VN-troepen gestuurd. Taylor ging in ballingschap en de regering van zijn opvolger werd al snel vervangen door een overgangsregering. In 2005 volgden opnieuw verkiezingen en werd Ellen Johnson Sirleaf de nieuwe president. In 2011 werd ze herkozen voor een tweede ambtstermijn.

## Inhoud
De Veiligheidsraad verlengde de vredesmacht in Liberia tot 30 september 2014, en authoriseerde tegelijkertijd de uitvoering van de tweede fase van de terugtrekking van de 1129 militairen van de missie, die tegen die datum voltooid moest zijn. De terugtrekking kaderde in een meerjarenplan waarbij tegen juli 2015 in drie fasen vier bataljons van het militaire component zouden worden teruggetrokken. Het politiecomponent bleef daarbij ongewijzigd.
De belangrijkste taken van de missie bleven het steunen van de Liberiaanse regering bij het verankeren van de vrede en stabiliteit en het beschermen van de bevolking, alsook het overdragen van de verantwoordelijkheid voor de veiligheid op de nationale politie.

## Verwante resoluties
- Resolutie 2066 Veiligheidsraad Verenigde Naties (2012)
- Resolutie 2079 Veiligheidsraad Verenigde Naties (2012)
- Resolutie 2128 Veiligheidsraad Verenigde Naties
- Resolutie 2176 Veiligheidsraad Verenigde Naties (2014)

Lijst ·  2086 ·  2087 ·  2088 ·  2089 ·  2090 ·  2091 ·  2092 ·  2093 ·  2094 ·  2095 ·  2096 ·  2097 ·  2098 ·  2099 ·  2100 ·  2101 ·  2102 ·  2103 ·  2104 ·  2105 ·  2106 ·  2107 ·  2108 ·  2109 ·  2110 ·  2111 ·  2112 ·  2113 ·  2114 ·  2115 ·  2116 ·  2117 ·  2118 ·  2119 ·  2120 ·  2121 ·  2122 ·  2123 ·  2124 ·  2125 ·  2126 ·  2127 ·  2128 ·  2129 ·  2130 ·  2131 ·  2132